# Джеймс Стефен Гріслі
Джеймс Стефен Гріслі (англ. James Stephen Gresley; 1829—1908 рр) — британський пейзажист, засновник династії дербіширських художників.

## Біографія
Народився в Сандіакрі в Дербіширі. Його сином був Френк Гріслі, у якого, в свою чергу, було двоє синів, Гарольд і Катберг, кожен з яких був відомий як художник. У Гріслі було безліч картин, включених в «колекцію Гуді» і відповідну книгу.
Гріслі жив в Драйкотті, Ворроувоші і Челластоні в Дербіширі, а також в Йоркширі, де він створював акварелі природи цих графств. Помер в Вейкфілді в Йоркширі в 1908 році після виставок в Лондоні і в самому Вейкфілді. Кілька його картин знаходяться в Музеї і художній галереї Дербі; одна з них в 2011 році виставлена в Кімнаті Гуді в Центральній бібліотеці Дербі.

## Галерея
| Роботи Джеймса Стефена Гріслі |
| ----------------------------- |
| \| \| \| \|                   |
|                               |
|                               |